# Tachina nitida
Tachina nitida är en tvåvingeart som först beskrevs av Wulp 1882.  Tachina nitida ingår i släktet Tachina och familjen parasitflugor. Inga underarter finns listade i Catalogue of Life.